# Mark Fuhrman
Mark Fuhrman (Eatonville, Washington, 5 de febrero de 1952) es un detective estadounidense del Departamento de Policía de Los Ángeles, conocido por su implicación en la investigación de los asesinatos de Nicole Brown Simpson y Ronald Lyle Goldman en el caso O. J. Simpson.
En 1995, fue llamado para atestiguar con respecto a su descubrimiento de pruebas en el caso de O. J. Simpson, incluyendo un guante ensangrentado recuperado en la propiedad de Simpson. Fuhrman era conocido por utilizar epítetos racistas hacia los afroestadounidenses durante comienzos de la década de 1980, pero admitió en el estrado que no había utilizado ese tipo de términos en los últimos diez años.  
El equipo de defensa de Simpson reprodujo entrevistas grabadas con Fuhrman y algunos testigos declararon que había utilizado repetidamente lenguaje racista durante ese periodo. Cuando se le preguntó bajo juramento si había colocado o fabricado evidencia en el caso, Fuhrman invocó sus derechos de la Quinta Enmienda y se negó a contestar. Según la defensa, eso implicaba la posibilidad de que hubiese situado pruebas claves como parte de una trama racialmente motivada en contra de Simpson. La cinta de audio probó que Fuhrman había cometido perjurio, por lo que su credibilidad quedó en duda en el procesamiento. Su falso testimonio se cita como una de las razones por las que el jurado absolvió a Simpson. 
Fuhrman se retiró del LAPD en 1995. En 1996, no hizo ninguna apelación al perjurio por su falso testimonio relacionado con su uso de insultos racistas, a pesar de que su registro se borró más tarde. Declaró no ser racista y se disculpó por su anterior uso de lenguaje racista. Muchos de su anteriores compañeros de trabajo pertenecientes a minorías étnicas le mostraron su apoyo. Fuhrman mantuvo que no colocó ni fabricó evidencia en el caso de O.J. Simpson y que el equipo de defensa de Simpson no presentó ninguna evidencia para contradecir tal declaración. Cree que Simpson es culpable y culpa de su absolución al fracaso de los detectives principales para introducir evidencia en la cadena de custodia y al fracaso de la Fiscalía de plantear adecuadamente el caso.
Desde su jubilación del LAPD, ha escrito libros de delitos reales y dado charlas radiales. Ha sido un invitado frecuente de Sean Hannity en Fox News.

## Biografía
Nació en Eatonville (Washington) y cursó sus estudios en la Escuela Secundaria de Península en Gig Harbor (Washington). Sus padres se divorciaron cuando tenía 7 años, y su madre volvió a casarse brevemente. En 1970, a los 18 años, se alistó en el Cuerpo de la Marina de los Estados Unidos, donde fue entrenado como ametrallador y policía militar. Cumplió servicio en Vietnam y fue honorablemente dado de baja en 1975, con el grado de sargento. Tras dejar el ejército, ingresó a la Academia de Policía de Los Ángeles, de la que se graduó en 1975.
En 1981, pidió marcharse por la compensación de trabajadores. Durante una entrevista psiquiátrica sobre el tema, expresó su ideología racista, declarando que dejó de disfrutar del servicio militar debido a la supuesta insubordinación de mexicanoestadounidenses y afroestadounidenses, a los que describió como "negros". Fuhrman recibió una compensación de trabajadores y permaneció en baja remunerada hasta 1983. 
Durante ese tiempo, intentó dejar la fuerza policial permanentemente. Recibió una pensión por incapacidad por estrés. En una entrevista psiquiátrica de 1982, admitió que había "torturado a sospechosos y estafado a detectives de asuntos internos", que asfixiaría a sospechosos y quebraría sus brazos y piernas "si fuese necesario", y que había machacado las caras de sospechosos hasta reducirlas a "masa". Admitió tener miedo de matar a alguien si regresaba a la patrulla callejera. A pesar de que varios psiquiatras recomendaron que fuese expulsado del deber completamente y otros que no se le permitiese llevar una pistola, la Ciudad de Los Ángeles argumentó que sus declaraciones eran meramente parte de una elaborada artimaña para conseguir una pensión. En 1983, Fuhrman perdió el caso y se rechazó una consiguiente apelación al Tribunal Superior; por lo que regresó al deber activo como agente policial.
En 1985, Fuhrman respondió a una llamada de violencia doméstica entre el jugador de fútbol afroamericano O.J. Simpson y su mujer caucásica Nicole Brown Simpson. En 1989, una declaración suya sobre la llamada resultó en que se arrestase a Simpson por violencia de género.
Fue ascendido a detective en 1989. En 1994 se consiguió probar la inocencia de Arrick Harris, un afroestadounidense falsamente acusado de asesinato. Fuhrman se retiró del LAPD a comienzos de 1995, después de haber servido como agente de policía durante veinte años y haber ganado más de 55 menciones.

### Vida personal
Estuvo casado y divorciado tres veces: con Barbara L. Koop (1973-1977), con Janet Ellen Sosbee (1977-1980) y con Caroline Lody (de comienzos de la década de los 80 al 2000). Tuvo dos hijos de su matrimonio con Lody: una hija llamada Haley y un hijo llamado Cole. Fuhrman tiene un hermano más joven, Scott.
Coleccionaba recuerdos de guerra y condecoraciones de valentía, incluyendo condecoraciones alemanas nazis de la Segunda Guerra Mundial, lo cual a veces se reportó falsamente como que "coleccionaba esvásticas".

## Desempeño en el juicio a O. J. Simpson por asesinato

### Trasfondo
Nicole Brown Simpson y Ronald Lyle Goldman fueron asesinados en el condominio de Brown en el barrio de Brentwood, en Los Ángeles, durante la noche del 12 de junio de 1994. Robert Riske y su socio fueron los primeros agentes policiales en la escena a la mañana temprano el 13 de junio, y Riske encontró un guante izquierdo ensangrentado en la escena. Al menos 14 agentes que llegaron a la escena antes de Fuhrman informaron ver solo un guante. Fuhrman y su superior, Ronald Phillips, fueron los primeros detectives en llegar; el socio de Fuhrman, Brad Roberts, llegó más tarde. Fuhrman estaba familiarizado con O. J. Simpson y Nicole Brown debido a la llamada por violencia doméstica en 1985. Fuhrman dejó el condominio de Brown con Ronald Phillips y los detectives principales Tom Lange y Philip Vannatter, y fueron a la residencia de Simpson.
En la residencia de Simpson, Fuhrman encontró gotas de sangre en y sobre un Ford Bronco blanco estacionado afuera. Trepó la pared de la propiedad para dejar entrar a los otros detectives. Más tarde, atestiguaron que entraron en la propiedad de Simpson sin una orden de allanamiento debido a las circunstancias exigentes—específicamente, la preocupación de que el propio Simpson pudiese haber sufrido daños. En la casa de huésped de Simpson, los detectives encontraron a Kato Kaelin, que les dijo que había oído sonidos de porrazos más temprano en la noche. Una investigación de la propiedad hecha por Fuhrman arrojó un segundo guante ensangrentado, el cual fue más tarde identificado como el guante derecho y relacionado con el encontrado en la escena del asesinato. El guante hallado en la propiedad de Simpson, que según pruebas de ADN contenía sangre de ambas víctimas, fue considerado una de las piezas más fuertes de evidencia para la Fiscalía. (Aun así, Simpson intentó ponerse los guantes durante el juicio y parecieron ser demasiado pequeños. Se han debatido los motivos).
Simpson fue arrestado el 17 de junio. El 8 de julio, una audiencia preliminar determinó que había evidencia suficiente para juzgarlo. El 22 de julio, Simpson se declaró no culpable.

### Estrategia de la Defensa
En un artículo de Jeffrey Toobin en la publicación del 25 de julio de "The New Yorker", la defensa reveló que planeaba jugar "la carta de raza". Específicamente, el equipo de la defensa de Simpson alegó que Fuhrman había plantado el guante encontrado en la propiedad de Simpson como parte de un esfuerzo racialmente motivado para culpar a Simpson de los asesinatos. El artículo detallaba el uso previo de lenguaje racista por parte de Fuhrman y las declaraciones de violencia hechas durante sus entrevistas psiquiátricas de 1981-1982. A pesar de que más tarde los informes psiquiátricos de Fuhrman se declararon inadmisibles en el caso Simpson porque fueron determinados como demasiado viejos para tener relevancia directa, el artículo del New Yorker se publicó antes de que la selección del jurado se acabase o que la confiscación del jurado hubiese tenido lugar. Se interrogó a los potenciales miembros del jurado sobre el grado de exposición que recibieron al caso Simpson por parte del New Yorker (entre otros puntos de ventas de medios de comunicación) como parte del proceso de selección del jurado. También se les interrogó sobre su opinión en cuanto a Fuhrman y a otros testigos de la audiencia preliminar.
El juicio empezó el 24 de enero de 1995, y Fuhrman tomó la posición de testigo para el procesamiento el 9 de marzo. Durante un contrainterrogatorio el 15 de marzo, el abogado F. Lee Bailey le preguntó a Fuhrman si había utilizado la palabra "negro" en los últimos diez años, a lo que Fuhrman respondió que no. La defensa intentó introducir testigos y evidencia de cintas de audio para probar que Fuhrman había mentido bajo juramento, que tenía un odio particular contra las parejas interraciales, un historial de violencia contra afroestadounidenses y declaraciones de estar dispuesto a fabricar evidencia o testimonio. De acuerdo con el Código de Evidencia de California, el procesamiento intentó excluir esa evidencia por argumentar que era demasiado inflamatoria y podría perjudicar al jurado predominantemente negro en contra de ellos. A pesar de que concedieron que Fuhrman utilizó epítetos raciales en la cinta, la Fiscalía sugirió que el resto del material era meramente "bocanada y soplido" exagerado.
El 31 de agosto 31, el Juez Ito decidió que la evidencia se podría presentar para probar que Fuhrman había mentido acerca del uso de la palabra "negro", pero que las declaraciones de violencia y mala conducta policial no eran admisibles. El 5 de septiembre, la defensa presentó a múltiples testigos y cintas de audio para probar que Fuhrman había usado la palabra "negro" en los últimos diez años. La cinta de audio finalmente resultó en una condena de perjurio para Fuhrman.
Primero, Laura Hart McKinny tomó la palabra. Entre 1985 y 1994, Fuhrman dio entrevistas grabadas a McKinny, una escritora que trabaja en un guion sobre agentes de policía mujeres. Fuhrman estaba trabajando como asesor para McKinny, entendiendo que se le pagarían 10.000 dólares si se hiciese una película. Los registros contienen cuarenta y un casos de la palabra "negro" utilizados tan recientemente como 1988, incluyendo referencias en las cuales afirmaba haber perpetrado violencia contra afroestadounidenses. En los registros, Fuhrman también dice que él, como agente policial, creía que a veces era necesario mentir y admitía haber dado testimonio con respecto a acontecimientos de los cuales no había sido testigo.
Después de McKinny, la testigo Kathleen Bell atestiguó. Ella conoció a Fuhrman en una estación de reclutas de la Marina en 1985 o 1986, donde él expresó su oposición a las parejas interraciales y declaró: "Si tuviera que proceder, se reuniría y quemaría a todos los negros". Entonces, la testigo Natalie Singer—cuya compañera de habitación había tenido citas con Fuhrman alrededor de 1987—atestiguó que Fuhrman le había dicho: "El único negro bueno es el muerto". En el espectáculo televisivo Leeza, Singer más tarde declararía que Fuhrman también había afirmado: "Sí, trabajamos con negros y con pandillas. Puedes coger a uno de esos negros, arrastrarlo al callejón y golpearlo y patearlo. Puedes verlos retorcerse. Realmente alivia tu tensión". Aun así, el Juez Ito no le dejó dar su declaración completa en el juicio. Roderic Hodge luego atestiguó que mientras estaba en custodia policial en 1987, Fuhrman le había dicho: "Te dije que te conseguiríamos, negro".
Finalmente, al jurado solo se le permitieron oír dos fragmentos de las cintas de Fuhrman, los cuales no incluían el contenido violento relacionado con abusos policiales. El jurado oyó a Fuhrman decir: "No tenemos ningún negro donde me crie" y "Allí es donde viven los negros". Con el jurado ausente el 6 de septiembre, la defensa preguntó a Fuhrman si alguna vez había falsificado informes policiales o si había plantado o fabricado evidencia en el caso Simpson. A pesar de que anteriormente había respondido "no" cuando se le formuló la pregunta, esa vez invocó el derecho a la Quinta Enmienda contra la autoincriminación por consejo de su abogado.
Durante su argumento final, el abogado de la defensa Johnnie Cochran se refirió a Fuhrman como "un racista mentiroso, perjuro y genocida" y lo comparó con Hitler. Argumentó que había plantado el guante ensangrentado en la propiedad de O.J. Simpson como parte de una trama racialmente motivada en contra de Simpson que podría remontarse a su primera reunión con la pareja interracial en 1985. A pesar de que no había ninguna evidencia para sugerir que Fuhrman hubiese plantado el guante, su perjurio considerando el uso de la palabra "negro" fue ampliamente visto como un daño severo a la credibilidad de la Fiscalía delante del jurado mayoritariamente negro (especialmente a raíz del juicio de Rodney King) y se cita como una razón de peso por las que Simpson fue absuelto.

### Consecuencias
Las palabras de Fuhrman en las cintas provocaron que fuese ampliamente condenado, incluso por la Fiscalía. Su uso de epítetos raciales y las acusaciones de que había plantado la evidencia se convirtieron en un punto focal de la prueba y atrajeron una enorme atención de los medios de comunicación, algo que eclipsó temporalmente la cobertura del delito, al punto de que el padre de Ron Goldman recordó a los medios de comunicación que “Este no es el juicio de Fuhrman... Es el del hombre que asesinó a mi hijo”.
Después del juicio hubo una presión extendida sobre el abogado de distrito del Condado de Los Ángeles, Gil Garcetti, para traer cargos de perjurio contra Fuhrman. Garcetti inicialmente se negó, diciendo que el uso de lenguaje racista de Fuhrman "no era material al caso", un elemento importante de probar perjurio. Aun así, muchos miembros de la oficina de Garcetti hicieron declaraciones públicas sobre el asunto. Garcetti, citando las intensas emociones en su oficina sobre el caso Simpson, optó por proponer la decisión de procesar al Abogado General Dan Lungren para evitar la apariencia de un conflicto de intereses.
El 5 de julio de 1996, Lungren anunció que presentaría cargos de perjurio contra Fuhrman y pronto ofreció a Fuhrman un acuerdo declaratorio. El 2 de octubre, Fuhrman aceptó el trato y no abogó ninguna apelación a los cargos. Fue sentenciado a tres años de libertad condicional y multado por 200 dólares. Es la única persona condenada por cargos criminales relacionados con el caso Simpson. La libertad condicional de Fuhrman acabó temprano en 1998, y su condena se canceló 18 meses más tarde.
En una entrevista televisiva con Diane Sawyer en octubre de 1996, Fuhrman admitió que no plantó evidencia en el caso Simpson. Declaró no ser racista y se disculpó por haber usado lenguaje racista. Dijo que se había olvidado de la existencia de las cintas de audio y que eran meramente parte de un esfuerzo engañado para tener un guion ficticio producido. Una investigación policial sobre las afirmaciones de violencia en las cintas reveló que Fuhrman había exagerado demasiado y que muchos de sus anteriores compañeros de trabajo pertenecientes a minorías étnicas expresaron su apoyo hacia él, además de afirmar que no creían que fuese racista.
Vincent Bugliosi, en su libro Ultraje sobre el juicio de Simpson, argumentó que plantar el guante hubiera requerido una improbable conspiración de gran alcance entre Fuhrman y otro policía. Cualquier persona implicada en tal conspiración se hubiera arriesgado la vida, porque la ley de California en aquel tiempo declaraba que cualquiera que fabricara evidencia en un caso de pena de muerte—como podía ser el de los asesinatos de Brown y Goldman—podría ser sentenciado a muerte. Bugliosi declaró más adelante que Fuhrman era una de las víctimas en el caso y que su mentira bajo juramento sobre los epítetos raciales no aumentaron al nivel de perjurio procesable porque sea inmaterial a los hechos reales del caso.

## Después del juicio

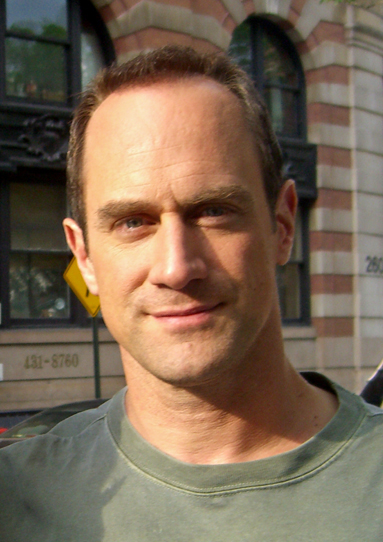
El actor Christopher Meloni

### Asesinato en Brentwood
Después de retirarse del LAPD a comienzos de 1995, Fuhrman se retiró a Sandpoint, Idaho. En 1997 escribió un libro sobre el caso Simpson, llamado Asesinato en Brentwood (1997, ISBN 0895264218). Incluye un prefacio por Vincent Bugliosi, el fiscal del caso Charles Manson. En el libro, Fuhrman se disculpa por los comentarios racistas en las cintas de audio, denominándolas "divagaciones inmaduras e irresponsables" hechas debido a un deseo de ganar dinero y afirma que las cintas eran meramente parte de un guion. Argumentó que Lungren lo había acusado para ganar el apoyo de la población negra para una campaña planeada para Gobernador en 1998. 
A pesar de que dijeron que el caso Lungren era "débil en el mejor de los casos", Fuhrman dijo que no hizo ninguna apelación porque las posibilidades eran tan grandes en su contra que no valía la pena tener a su familia acosada por la prensa. Declaró que no podía defenderse eficazmente; ya que debía miles de dólares por costas procesales y que la Liga Protectora Policial del área no le ayudaría a pagarlos. También admitió que no podía proporcionar gastos para subsistir por un juicio que llevaría varios meses (o años, en caso de una apelación). También dijo que no pensaba que él podría conseguir un juicio justo en el clima racialmente cargado de ese tiempo, y pensó que una absolución causaría un disturbio similar a los acontecimientos de 1992.
Fuhrman ha dicho que cree que el LAPD podría haber arrestado Simpson en la tarde del 13 de junio, basado en la evidencia de sangre y sus declaraciones aparentemente contradictorias durante el cuestionamiento. Aun así, cree que los oficiales senior del LAPD no quisieron tomar una posibilidad de equivocarse acerca de Simpson y quisieron esperar hasta que la evidencia genética preliminar entró.
Fuhrman argumenta que varios errores cometidos por sus compañeros de trabajo del LAPD permitieron que la defensa alegase que hubo conducta policial sospechosa en la casa de Nicole Brown Simpson. Por ejemplo, afirma que la orden de allanamiento inicial entregada por uno de los detectives del caso, Phillip Vannatter, era demasiado corta y que no incluía bastantes detalles de la causa probable y evidencia a mano en el tiempo. También argumenta que las piezas importantes de evidencia fueron mal manejadas. Fuhrman cree que sus colegas no se dieron cuenta de que cada uno de sus movimientos sería examinado en la corte debido a la naturaleza del caso.
Fuhrman también argumenta que la policía y la Fiscalía cometieron otros errores que redujeron las posibilidades de un veredicto culpable. Por ejemplo, Mark y su socio, Brad Roberts, encontraron una huella dactilar ensangrentada en la puerta de acceso norte de la casa de Nicole Brown Simpson. Según Fuhrman, al menos algo de la huella pertenecía al sospechoso, ya que había bastante sangre en la escena para sugerir que el sospechoso estaba sangrando. Esto era potencialmente una evidencia crítica; Simpson reclamó que se cortó en la noche de los asesinatos, pero él no había estado en la casa de su exesposa en una semana. Si la huella dactilar hubiera sido ligada a Simpson de cualquier manera, hubiera sido un golpe abrumador, y posiblemente fatal, a su defensa. También podría haber contradicho las alegaciones de la defensa que Fuhrman plantó el guante, ya que él no sabía o tenía razón para saber de que era la sangre de Simpson. Aun así, la huella dactilar fue destruida en algún punto, y fue solo mencionada superficialmente en el juicio. De hecho, Fuhrman más tarde descubrió que Vannatter y su socio, Tom Lange, ni siquiera sabían que la huella dactilar estaba allí porque ellos nunca leyeron las notas de Fuhrman. Roberts podría haber ofrecido testimonio para corroborar que la huella dactilar estaba allí, pero nunca fue llamado para atestiguar– algo que enfadó a Fuhrman casi tanto como el hecho que Vannatter y Lange nunca leído sus notas. Fuhrman también afirmó que Roberts podría haber corroborado muchos de sus otras observaciones, pero Marcia Clark no lo llamó para evitar avergonzar a Vannatter en el estrado.
Fuhrman ha dicho que siente que la Fiscalía lo abandonó una vez que las cintas fueron hechas públicas. Dijo que se abogó a la Quinta Enmienda después de que no pudo conseguir que la Fiscalía lo llame al estrado para un reorientación antes que las cintas sean reproducidas para el jurado. Una vez que las cintas salieron, Fuhrman dijo, él habría estado casi más allá de la rehabilitación.
Como muchos críticos de la Fiscalía, Fuhrman sentía que el Juez Lance Ito permitió que la defensa controlase el juicio. Por ejemplo, como Bugliosi, insistió en que la ley de caso pertinente demandaba que Ito excluyese a la defensa de preguntar acerca de las calumnias raciales por la posibilidad de perjudicar al caso de la Fiscalía. Aun así, Fuhrman también dijo que Ito nunca debería haber sido asignado al caso en primer lugar. Ito estaba casado con Margaret York, capitana del LAPD que anteriormente había sido agente superior de Fuhrman. En las cintas de Fuhrman grabadas por Laura McKinny, Fuhrman menosprecia el aspecto de York y sugiere que utilizó su sexo para ascender en la fuerza policial. Fuhrman sentía que Ito tendría que haber sido desafiado por la Fiscalía o voluntariamente haberse recusado del caso sobre esa base. De hecho, los fiscales pidieron que Ito renunciase, aunque más tarde retiraron la petición por miedo a que resultase en un juicio nulo.

### Otros libros
Para su próximo libro, Asesinato en Greenwich (1998, ISBN 0060191414), investigó el entonces aún no resuelto asesinato de 1975 de Martha Moxley. En su libro presentó su teoría de que el asesino era Michael Skakel, sobrino de Ethel Kennedy, viuda del senador Robert Kennedy. Skakel fue condenado por el asesinato de Moxley en junio de 2002. El libro se adaptó para una película televisiva de 2002 protagonizada por Christopher Meloni como Fuhrman.
En 2001, Fuhrman publicó "Asesinato en Spokane: atrapando a un asesino en serie" (ISBN 0060194375), el cual investigó una serie de matanzas de un asesino serial en la Costa del Oeste. En 2003, publicó "Muerte y justicia: una exposición de la máquina de los condenados a muerte de Oklahoma" (ISBN 0060009179), sobre el tema de la pena capital.
En 2005, publicó "Testigo silencioso: la historia no contada de la muerte de Terri Schiavo" (ISBN 0060853379), el cual enfatizó los vacíos en los registros médicos y legales que podrían permitir la posibilidad de que Schiavo fue asesinada. En 2006, publicó "Un acto sencillo de asesinato: 22 de noviembre de 1963" (ISBN 0060721545), sobre el asesinato de John F. Kennedy. En él, Fuhrman adelanta una teoría que echa por tierra la Teoría de Bala Sola mientras mantiene que Lee Harvey Oswald actuó solo. Dice que la Comisión Warren fue forzada a ratificar la Teoría de Bala Sola por razones políticas. Aun así, dijo que una abolladura en el cromo por encima del parabrisas de la limusina presidencial utilizada ese día reivindicó la historia dicha por John Connally de que hubo un primer disparo que no alcanzó al Presidente John F. Kennedy.
En 2009, publicó "El negocio del asesinato: cómo los medios de comunicación convierten el asesinato en diversión y subvierten a la justicia" (ISBN 1596985844), el cual abordó la línea delgada entre el reporte del delito y el entretenimiento.

## Participaciones en radio y televisión
Fuhrman es experto forense y de la escena del crimen para Fox News, y ha sido un invitado frecuente del comentarista de Fox Sean Hannity. También fue el conductor del Espectáculo de Mark Fuhrman en KGA-AM en Spokane entre las 8 AM y 11 AM (hora del Pacífico). El espectáculo cubrió temas locales y nacionales e incluyó a llamadores invitados, y fue una víctima de la venta de la estación por "Citadel Broadcasting Corp.", de Las Vegas a "Mapleton Comunicaciones, LLC" de Monterrey (California, EE. UU.).

## En la cultura popular
- En la serie American Crime Story: The People v. O. J. Simpson, Mark Fuhrman es interpretado por Steven Pasquale.